# ウィルフレッド作戦
ウィルフレッド作戦 (英語：Operation Wilfred) は、1940年4月に開始されたイギリス軍のノルウェー領海への機雷敷設作戦。ドイツはスウェーデンから鉄鉱石を輸入しており、夏季はバルト海経由で運ばれていたが、冬季はノルウェーのナルヴィクまで運ばれた後船によってノルウェー沿岸を通ってドイツへ運ばれていた。作戦の目的は、ノルウェー領海内に機雷を敷設し、ドイツの鉄鉱石輸送船の航行を妨害することにあった。

駆逐艦エスク、イカルス、インパルシヴ、アイヴァンホー及び護衛の駆逐艦ハーディ、ホットスパー、ハヴォック、ハンターからなる機雷敷設部隊は、作戦支援のため5日にスカパ・フローを出撃した巡洋戦艦レナウン、駆逐艦グレイハウンド、グローウォーム、ハイペリオン、ヒーローと合流し、ヴェストフィヨルドの入り口へ向かった。このうち駆逐艦グローウォームは海中に転落した乗員を捜索するため艦隊から離れて単独で行動中にドイツ海軍のナルヴィク及びトロンハイム攻略部隊と遭遇し戦闘となった。グロウォームはアドミラル・ヒッパーに対して体当たりを実行、その結果グローウォームは沈没した。ヴェストフィヨルド入口のボードー沖への機雷敷設は8日朝に完了した。この後部隊はその場所から離れたため、ヴェストフィヨルドを通ってナルヴィクへ向かったドイツ軍のナルヴィク攻略部隊は妨害を受けることなく目的地に着いた。
敷設艦Teviot Bank及びその護衛の駆逐艦からなる別の部隊によるstadtlandet沖への機雷敷設も予定されていたが、これは中止された。